# Суцумін
Суцумін (пол. Sucumin, нім. Sutzmin) — село в Польщі, у гміні Староґард-Гданський Староґардського повіту Поморського воєводства.
Населення — 563 особи (2011).
У 1975-1998 роках село належало до Гданського воєводства.

## Демографія
Демографічна структура станом на 31 березня 2011 року:
|          | Загалом | Допрацездатний вік | Працездатний вік | Постпрацездатний вік |
| -------- | ------- | ------------------ | ---------------- | -------------------- |
| Чоловіки | 295     | 82                 | 194              | 19                   |
| Жінки    | 268     | 68                 | 165              | 35                   |
| Разом    | 563     | 150                | 359              | 54                   |